# Erechtites hieraciifolius
Erechtites hieraciifolius là một loài thực vật có hoa trong họ Cúc. Loài này được (L.) Raf. ex DC. mô tả khoa học đầu tiên năm 1838.